# Никола Мушанов
Никола Стойков Мушанов е адвокат и виден български политик, един от водачите на Демократическата партия през първата половина на XX век. Той е дългогодишен народен представител, министър-председател на България начело на три правителства (1931 – 1934 г.) и министър в други. Неговият племенник Стойчо Мошанов е също известен български политик.

## Биография

### Семейство и образование
Никола Мушанов е роден на 12 април 1872 г. в Дряново. Неговите родители са Стойчо Колев Мушанов и Йона Станева.
Основно и средно образование получава в Дряново и Търново, а след това завършва право в Екс ан Прованс (Франция) през 1893 година.

### Професионална и политическа дейност
През следващите години е прокурор в Стара Загора и Варна (1893 – 1896) и адвокат в Русе (1897 – 1908).
Включва се в Демократическата партия от 1897 г., член на Висшия съвет и на Централното бюро, от 1920 г. е подпредседател, а от 1938 до 1947 г. – председател на партията.
Народен представител (1902 – 1903, 1911 – 1944).
Министър на народното просвещение (1908 – 1910) и министър на вътрешните работи (1910 – 1911) в първото и второто правителство на Александър Малинов.
В края и след Първата световна война, между 21 юни 1918 и 7 май 1919 година, е последователно министър на обществените сгради, пътищата и благоустройството, министър на железниците, пощите и телеграфите и министър на вътрешните работи и народното здраве в правителствата на Александър Малинов и Теодор Теодоров. Заедно с много други водачи на опозицията срещу правителството на Българския земеделски народен съюз, той е изпратен в затвора през 1922 г. След освобождаването му остава в крилото на Демократическата партия, което не се включва в Демократическия сговор.
През 1931 г. влиза в правителството на Народния блок като министър на вътрешните работи и народното здраве, като на 12 октомври същата година оглавява правителството и изпълнява тази длъжност до Деветнадесетомайския преврат през 1934 г. Обявява се против присъединяването на България към Тристранния пакт. Мушанов участва в кампанията за спасяването на българските евреи.
Мушанов участва в правителството на Константин Муравиев (2 – 9 септември 1944), което прави последен опит да избегне настъплението на Съветския съюз срещу България. 

### След Деветосептемврийския преврат
След Деветосептемврийския преврат от 1944 г. е съден от т.нар. „Народен съд“ и осъден на 1 г. строг тъмничен затвор. Помилван и освободен в навечерието на изборите през есента на 1945 година, той възстановява Демократическата партия. През 1947 г. е интерниран в Търново, където живее в бедност в една стая, а къщата му в София е конфискувана. Длъжен е три пъти дневно да се подписва в милицията. В началото на юли 1949 г., вече на 78-годишна възраст, той е арестуван и изпратен в концлагера в Ножарево. Там той трябва да жъне ечемик, но поради напредналата си възраст не може да изпълнява нормите и е преназначен на длъжност „кухненски работник“, а след това „помощник-свинар“.
След концлагера той отново е арестуван на 30 април 1951 г.  Разследван за връзки със забранените опозиционни партии и последователи на Трайчо Костов. Умира на 21 май в Софийския следствен арест на Държавна сигурност (ул. „Московска“ 5). Официалната диагноза е „разрив на сърцето“.
Имотите, които Никола Мушанов и жена му Райна Мушанова са дарявали за различни каузи, са заграбени от комунистическата власт.

## Памет
На Никола Мушанов е наречен булевард в София (Карта).
Никола и Райна Мушанови са почетни граждани на Дряново.